# بقعاء (المدينة)
بقعاء قرية في منطقة المدينة المنورة في غرب المملكة العربية السعودية.

## الموقع
تقع قرية بقعاء غرب مدينة المدينة المنورة، تبعد عن المسجد النبوي مسافة 145 كم. وجنوب شرق مدينة ينبع النخل. تقع على سفوح جبل ينتمي إلى سلسلة جبلية تضم كل من جبل هلبي (1227م) وجبل عاصر (1161م) وجبل الأنصب (1165م)

## المناخ
مناخ قرية بقعاء مثل مناخ ينبع القريبة فهو حار صيفا وقد تصل درجات الحرارة إلى 49 درجة مئوية. والجو معتدل يميل للبرودة في فصل الشتاء، وقد تصل درجات الحرارة إلى 12 درجة مئوية. أما الأمطار فقليلة في الشتاء وتكون الأمطار مصحوبة بعواصف رعدية قوية. وتبلغ كمية الأمطار 99 مليمتر في العام، ويعتبر شهر سبتمبر من أشد الشهور رطوبة فتصل الرطوبة فيه بعض الأحيان حوالي 94 %.